# Il sorriso vincente
Il sorriso vincente (The Smile that Wins) è un racconto dello scrittore inglese P. G. Wodehouse, pubblicato per la prima volta in volume nel 1933 nella raccolta di racconti Le sere di Mulliner.

## Edizioni
Il racconto è stato pubblicato per la prima volta negli Stati Uniti nel numero di ottobre 1931 della rivista The American Magazine. Successivamente è stato pubblicato nel Regno Unito, nel numero di febbraio 1932 del mensile The Strand Magazine, prima di essere raccolto nel volume Mulliner Nights nel 1933.
- P. G. Wodehouse, «The smile that Wins». In: Mulliner nights, London: Herbert Jenkins, 1933
- «The smile that Wins». In: Mulliner nights, New York: Doubleday, 1933
- «Il sorriso vincente». In: Le serate di Mulliner: romanzo umoristico inglese; traduzione di Alberto Tedeschi, Milano: Bietti, 1933, Coll. Nuovissima collezione letteraria n. 83, 287 p.
- «Il sorriso vincente». In: Le sere di Mulliner; introduzione di Franco Cavallone; traduzione di Luigi Brioschi, Milano: Biblioteca Universale Rizzoli, 1985, Coll. BUR n. 543, 227 p., ISBN 88-17-16543-3

## Trama
Mr. Mulliner, frequentatore del club Anglers' Rest (Il riposo dei Pescatori), nell'affrontare la discussione circa "il livello morale deplorevolmente basso della nobiltà e della gentry britanniche", racconta agli avventori la storia di suo nipote Adrian Mulliner.
Adrian è un investigatore privato il quale si innamora, ricambiato, di Lady Millicent Shipton-Bellinger, figlia del quinto conte di Brangbolton. Millicent si è innamorata di Adrian perché il giovane «aveva un'aria di inscrutabile malinconia. Questo era dovuto in realtà ai fastidiosi attacchi di dispepsia di cui soffriva fin dall'infanzia, ma alla ragazza parve la prova di un'anima grande e romantica». Lord Brangbolton tuttavia si oppone al matrimonio e insiste perché la figlia sposi un ricco finanziere, Sir Jasper Addleton, O.B.E. Affranto, Adrian ha un brutto attacco di dispepsia; si reca pertanto da un medico il quale gli consiglia di sorridere («La dispepsia adesso viene considerata dalla parte più avanzata dalla classe medica una malattia puramente psicologica. Non la trattiamo con farmaci e medicine. L'unica cura è l'allegria»). Adrian, il quale non ha più sorriso da quando aveva dodici anni («Non sorrido da quando il cameriere inciampò nello spaniel e fece schizzare il burro fuso addosso a mia zia Elizabeth»), ha tuttavia, a detta del medico, «un sorriso allusivo. Dà come la sensazione che lei sappia tutto di chi le sta davanti».
Seguendo il consiglio del medico, Adrian sorride ogniqualvolta avverte dei dolori dispeptici, suscitando tuttavia inquietudine in coloro che lo guardano. La prima vittima è Sir Sutton Hartley-Wesping, un baronetto che intercetta l'inquietante sorriso mentre sta rubando delle posate d'argento a una festa, cerca di ingraziarsi l'inconsapevole Adrian invitandolo nella sua residenza di campagna alla quale partecipano anche  Lord Brangbolton e Sir Jasper Addleton, rispettivamente padre e aspirante sposo di Millicent. Ciascuno di questi ultimi, a loro volta, fraintendono l'origine del sorriso di Adrian attribuendolo alla scoperta, da parte dell'investigatore, di azioni illegali da loro fatte. Conclusione: Sir Jasper Addleton rinuncerà a sposare Millicent, offrendo anzi ad Adrian una notevole somma come regalo di nozze, mentre Lord Brangbolton non si opporrà più alle nozze fra i due innamorati.

## Adattamenti
- Da Il sorriso vincente - film per la televisione del 1978 diretto da Gareth Gwenlan con John Alderton, Michael Bilton e Judy Buxton[6].